# Saccharoturris
Saccharoturris is een geslacht van weekdieren uit de klasse van de Gastropoda (slakken).

## Soort
- Saccharoturris monocingulata (Dall, 1889)